# Заурбек Плієв
Заурбек Ігорович Плієв (рос. Заурбек Игоревич Плиев; нар. 27 вересня 1991, Владикавказ, РРФСР) — російський та казахстанський футболіст, захисник московського «Динамо». Брат Костянтина Плієва.

## Клубна кар'єра
Вихованець футбольної школи московського «Динамо». Дебютував за «Спартак-Нальчик» 15 липня 2010 року у матчі 1/16 фіналу Кубку Росії проти нижньогородської «Волги» (0:5). Дебют Заурбека в РФПЛ відбувся трьома днями пізніше у матчі проти «Сатурну» (1:3).
У 2011 році перейшов до клубу з Казахстану — астанинський «Локомотив». Дебютував за «Локо» у матчі 1 туру чемпіонату Казахстану у грі з «Жетису».
У серпні 2011 року підписав контракт із владикавказькою командою «Аланія». Дебют відбувся у виїзному матчі плей-оф Ліги Європи УЄФА з клубом «Бешикташ» (0:3).
З січня 2014 року грав за «Кайрат». Дебютував у грі 1 туру чемпіонату Казахстану проти ФК «Атирау» (0:1). З початку сезону за «Кайрат» провів 24 матчі: 17 ігор у КПЛ (забив 3 м'ячі), 3 — у Кубку Казахстану, 4 — у кваліфікації Ліги Європи УЄФА. У жовтні 2014 року Плієв та ще чотири футболісти «Кайрата» були усунені клубом від тренувань до кінця сезону за провалену гру з головним конкурентом — столичною «Астаною» (1:5).
7 грудня 2015 року підписав 3,5-річний контракт з «Ахматом» (Грозний). По завершенні сезону 2018/19 років продовжив контракт з грозненським клубом
9 червня 2019 року перейшов до московського «Динамо». 12 липня у матчі проти тульського «Арсеналу» (1:1), дебютував за «Динамо».

## Кар'єра в збірній
Виступав за юнацьку збірну Росії. У 2011 році викликався до молодіжної збірної Казахстану. А вже наступного року отримав виклик до молодіжної збірної Росії.

## Статистика виступів

### Клубна
Станом на 29 травня 2022
| Клуб                   | Сезон             | Ліга                    | Ліга  | Ліга | Нац. кубок | Нац. кубок | Конт. кубок | Конт. кубок | Інші  | Інші | Загалом | Загалом |
| Клуб                   | Сезон             | Дивізіон                | Матчі | Голи | Матчі      | Голи       | Матчі       | Голи        | Матчі | Голи | Матчі   | Голи    |
| ---------------------- | ----------------- | ----------------------- | ----- | ---- | ---------- | ---------- | ----------- | ----------- | ----- | ---- | ------- | ------- |
| «Спартак-Нальчик»      | 2010              | Прем'єр-ліга Росії      | 4     | 0    | 1          | 0          | -           | -           | -     | -    | 5       | 0       |
| «Астана»               | 2011              | Прем'єр-ліга Казахстану | 25    | 1    | 1          | 0          | -           | -           | 0     | 0    | 26      | 1       |
| «Аланія» (Владикавказ) | 2011–12           | РНЛ                     | 24    | 1    | 0          | 0          | 2           | 0           | -     | -    | 26      | 1       |
| «Аланія» (Владикавказ) | 2012–13           | Прем'єр-ліга Росії      | 20    | 0    | 0          | 0          | -           | -           | -     | -    | 20      | 0       |
| «Аланія» (Владикавказ) | 2013–14           | РНЛ                     | 15    | 0    | 1          | 0          | -           | -           | -     | -    | 16      | 0       |
| «Аланія» (Владикавказ) | Загалом           | Загалом                 | 59    | 1    | 1          | 0          | 2           | 0           | 0     | 0    | 62      | 1       |
| «Кайрат»               | 2014              | Прем'єр-ліга Казахстану | 24    | 3    | 3          | 0          | 4           | 0           | -     | -    | 31      | 3       |
| «Кайрат»               | 2015              | Прем'єр-ліга Казахстану | 22    | 1    | 3          | 0          | 0           | 0           | 1     | 0    | 26      | 1       |
| «Кайрат»               | Загалом           | Загалом                 | 46    | 4    | 6          | 0          | 4           | 0           | 1     | 0    | 57      | 4       |
| «Ахмат» (Грозний)      | 2015–16           | Прем'єр-ліга Росії      | 9     | 0    | 1          | 0          | -           | -           | -     | -    | 10      | 0       |
| «Ахмат» (Грозний)      | 2016–17           | Прем'єр-ліга Росії      | 10    | 0    | 2          | 0          | -           | -           | -     | -    | 12      | 0       |
| «Ахмат» (Грозний)      | 2017–18           | Прем'єр-ліга Росії      | 12    | 0    | 0          | 0          | -           | -           | -     | -    | 12      | 0       |
| «Ахмат» (Грозний)      | 2018–19           | Прем'єр-ліга Росії      | 19    | 0    | 1          | 0          | -           | -           | -     | -    | 20      | 0       |
| «Ахмат» (Грозний)      | Загалом           | Загалом                 | 50    | 0    | 4          | 0          | 0           | 0           | 0     | 0    | 54      | 0       |
| «Динамо» (Москва)      | 2019–20           | Прем'єр-ліга Росії      | 14    | 0    | 0          | 0          | -           | -           | -     | -    | 14      | 0       |
| «Динамо» (Москва)      | 2020–21           | Прем'єр-ліга Росії      | 7     | 0    | 0          | 0          | 0           | 0           | -     | -    | 7       | 0       |
| «Динамо» (Москва)      | 2020–21           | Прем'єр-ліга Росії      | 2     | 0    | 1          | 0          | -           | -           | -     | -    | 3       | 0       |
| «Динамо» (Москва)      | Загалом           | Загалом                 | 23    | 0    | 1          | 0          | 0           | 0           | 0     | 0    | 24      | 0       |
| Усього за кар'єру      | Усього за кар'єру | Усього за кар'єру       | 207   | 6    | 14         | 0          | 6           | 0           | 1     | 0    | 228     | 6       |